# 부루 (고조선)
부루(夫婁 또는 扶婁)는 고조선(古朝鮮)을 건국한 단군왕검(檀君王儉)의 아들로 전해지는 인물이다.

## 개요
한국의 전설 상의 인물로 단군의 태자이다. 하백의 딸과 결혼한 단군이 낳은 아들이 부루이다. 전설에 따르면 하나라 우(禹) 임금이 황하의 치수를 맡아 수토(水土)를 평정하고 제후들을 모아 도산(塗山)에서 회합할 때에, 단군왕검은 태자 부루를 도산에 보내서 우 임금에게 조회하였다고 한다. 고려 말 안향(安珦)이 지은 시 〈충선왕을 시종하여 연경에 가는 감회〉에도 부루가 도산에서 우 임금에게 옥 폐백을 하였다는 내용이 있다.
도교 계통으로 전해지는 신화인 당장경 천도는 더 상세하게 기록되어 있다. 단군에게는 네 아들이 있었는데, 이름이 부루(夫婁), 부여(夫餘), 부우(夫虞), 부소(夫蘇)로서 각기 뛰어난 재주와 능력을 가지고 있었다고 한다. 장남인 부루(夫婁)는 하나라의 우 임금이 도산에서 제후들을 소집했을 때 알현하러 갔고, 부여(夫餘)는 '구이설유의 난'이 일어나자 평정하였으며, 부우(夫虞)는 나라에 질병이 돌면 의약을 마련하여 백성들을 구제하였고, 부소(夫蘇)는 산에 맹수가 들끓었을 때 사냥을 하여 퇴치하였다고 한다.
부루는 부여의 왕 해부루와 이름이 같으며, 이로 인해 《삼국유사》, 《응제시주》 등에서는 두 사람을 동일 인물로 보기도 한다. 한편 《규원사화》와 위서인 《환단고기》 등에서는 고조선의 군주로 여러 명의 단군을 기록하고 있는데, 부루는 2대 단군의 이름이다. '부루'의 뜻을 '시조', '첫째'로 해석하는 견해가 있다.

## 가계
- 부왕 : 단군(檀君)
- 모후 : 하씨(河氏) 하백의 딸(삼국유사)
  - 태자 : 단부루(檀夫婁)
  - 동생 : 단부여(檀夫餘)
  - 동생 : 단부우(檀夫虞)
  - 동생 : 단부소(檀夫蘇)

## 같이 보기
- 단군왕검
- 해부루
- 당장경 천도